# Pfarrkirche Prein an der Rax

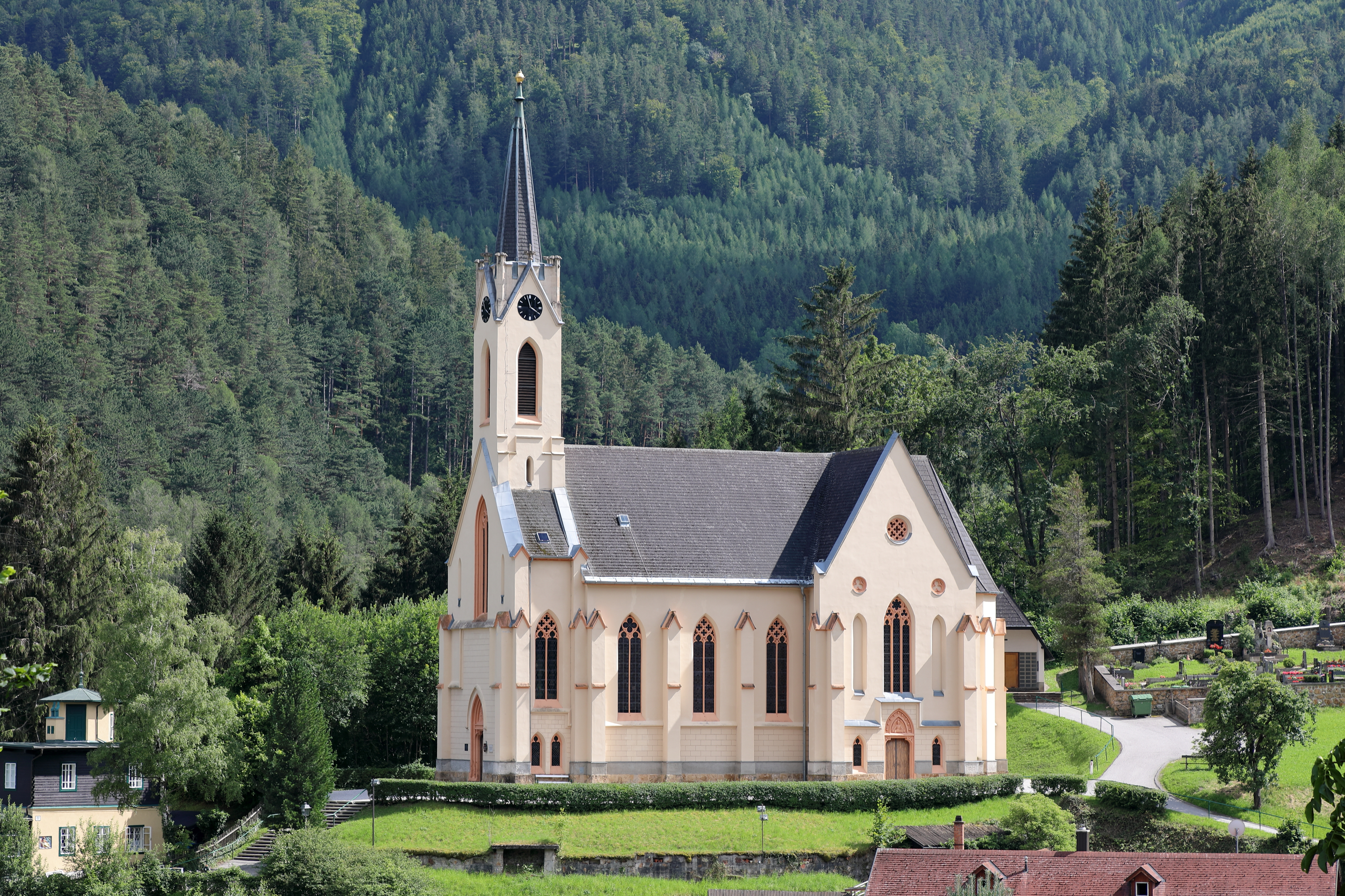
Katholische Pfarrkirche Pauli Bekehrung in Prein an der Rax

Die Pfarrkirche Prein an der Rax steht weithin sichtbar auf einer Anhöhe, südlich über dem Ort Prein an der Rax in der Marktgemeinde Reichenau an der Rax im Bezirk Neunkirchen in Niederösterreich. Die auf das Fest Pauli Bekehrung geweihte römisch-katholischen Pfarrkirche gehört zum Dekanat Gloggnitz im Vikariat Unter dem Wienerwald der Erzdiözese Wien und steht unter Denkmalschutz (Listeneintrag).

## Geschichte
Die Kirche war anfangs eine Filiale der Pfarrkirche Edlach an der Rax. Im 13. Jahrhundert wurde die Kirche ein Vikariat der Pfarrkirche Klamm am Semmering. Urkundlich wurde 1337 ein Kirchenbau genannt. Mit 1644 wurde die Kirche eine selbständige Pfarrkirche.
Die baufällige mittelalterliche Kirche wurde demoliert und von 1861 bis 1865 nach den Plänen des Architekten Josef Fiedler mit dem Baumeister Andreas Just die heutige Kirche errichtet. 1963/1964 fand eine Innenrestaurierung und 1996/1997 eine Außenrestaurierung statt.

## Architektur

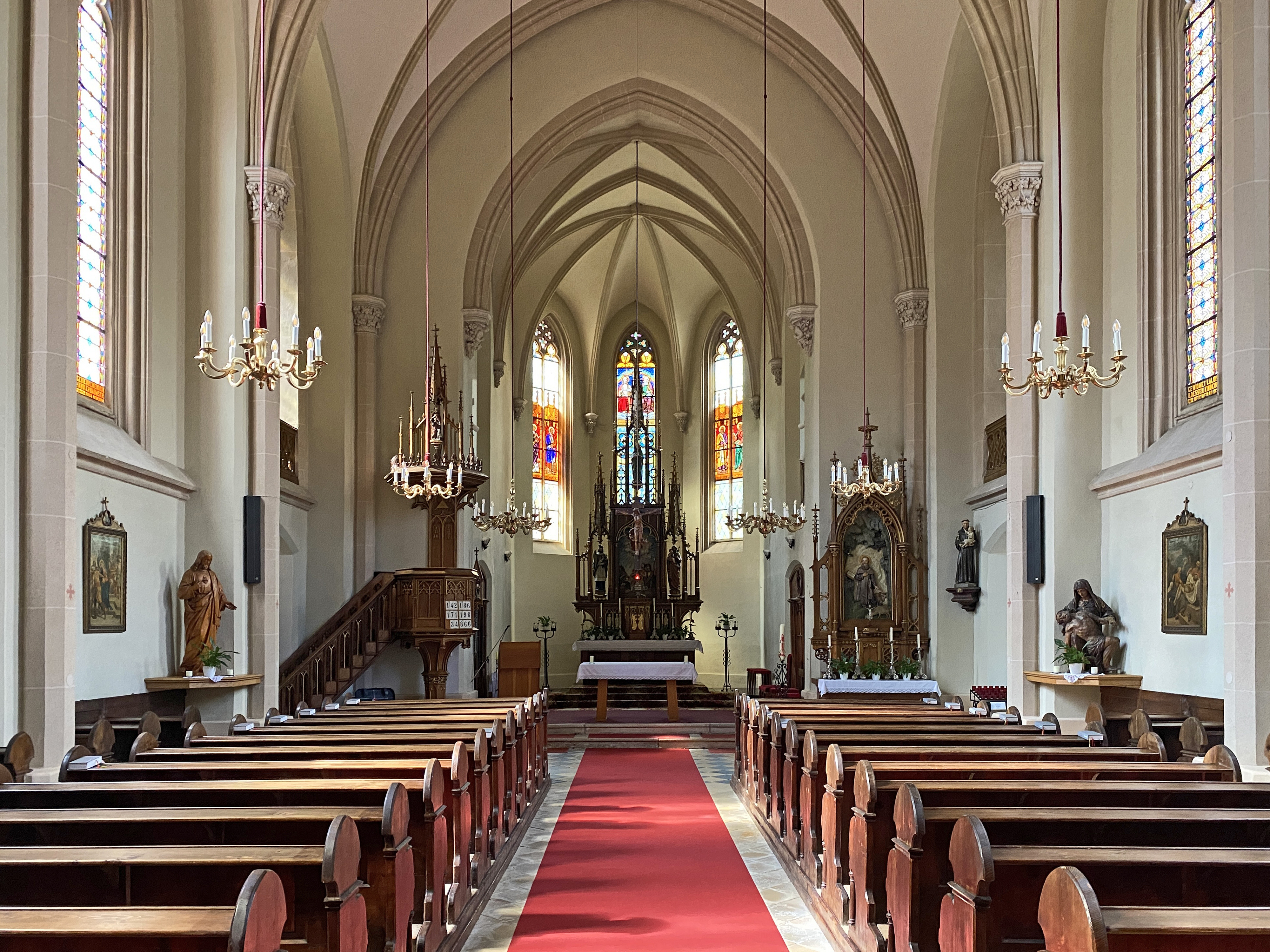
Innenraum der Pfarrkirche Prein an der Rax mit Blick zum Hochaltar

Die Kirche hat einen gewesteten neogotischen Saalraum und einen Ostturm. Das Langhaus und das Querhaus, sowie der eingezogene, etwas niedrigere Chor mit zwei flankierenden Treppentürmchen stehen unter trauf- und fristgleichen Satteldächern. Die Fassaden zeigen umseitig abgetreppte Strebepfeiler und ein- bis dreibahnige Maßwerkfenster. Die Giebelfront hat ein verstäbtes Schulterportal mit einem Tympanonrelief Christkönig zwischen zwei Mönchen mit dem Wappen Liechtenstein und Kinsky. Der Turm mit Eckfialen trägt über einem Giebel- und Zinnenkranz einen Spitzhelm. Das Querhaus hat verstäbte Schulterportale mit Puttenarchivolte und Tympanonrelief mit Engeln, welche ein Schriftband halten.
Das Kircheninnere zeigt ein vierjochiges Langhaus mit einem Kreuzrippengewölbe über Oktogonaldiensten, im Westjoch ist das Langhaus querhausartig über zwei Geschoße geöffnet, im Osten steht eine gezimmerte Holzempore auf Ständern mit einer Maßwerkbrüstung. Der eingezogene Triumphbogen ist spitzbogig. Der Chor ist kreuzrippengewölbt, ebendort ist eine Sakristeiöffnung mit neogotischen verglasten Maßwerktüren, darüber sind flachbogige Emporenöffnungen mit hölzerner Maßwerkbrüstung. Die Vorhalle mit zarten Kreuzrippen ist platzlgewölbt.
Die Glasmalerei ist aus der zweiten Hälfte des 19. Jahrhunderts. Sie zeigt im Chor die Hl. Dreifaltigkeit von der Tiroler Glasmalereianstalt (1883), seitlich im Chor mit je zwei Evangelisten von Ferdinand Fliedl aus Wien aus der Bauzeit. Ansonsten ist die Glasmalerei ornamental, auch von der Tiroler Glasmalereianstalt mit 1884, 1896 und 1897.

## Ausstattung

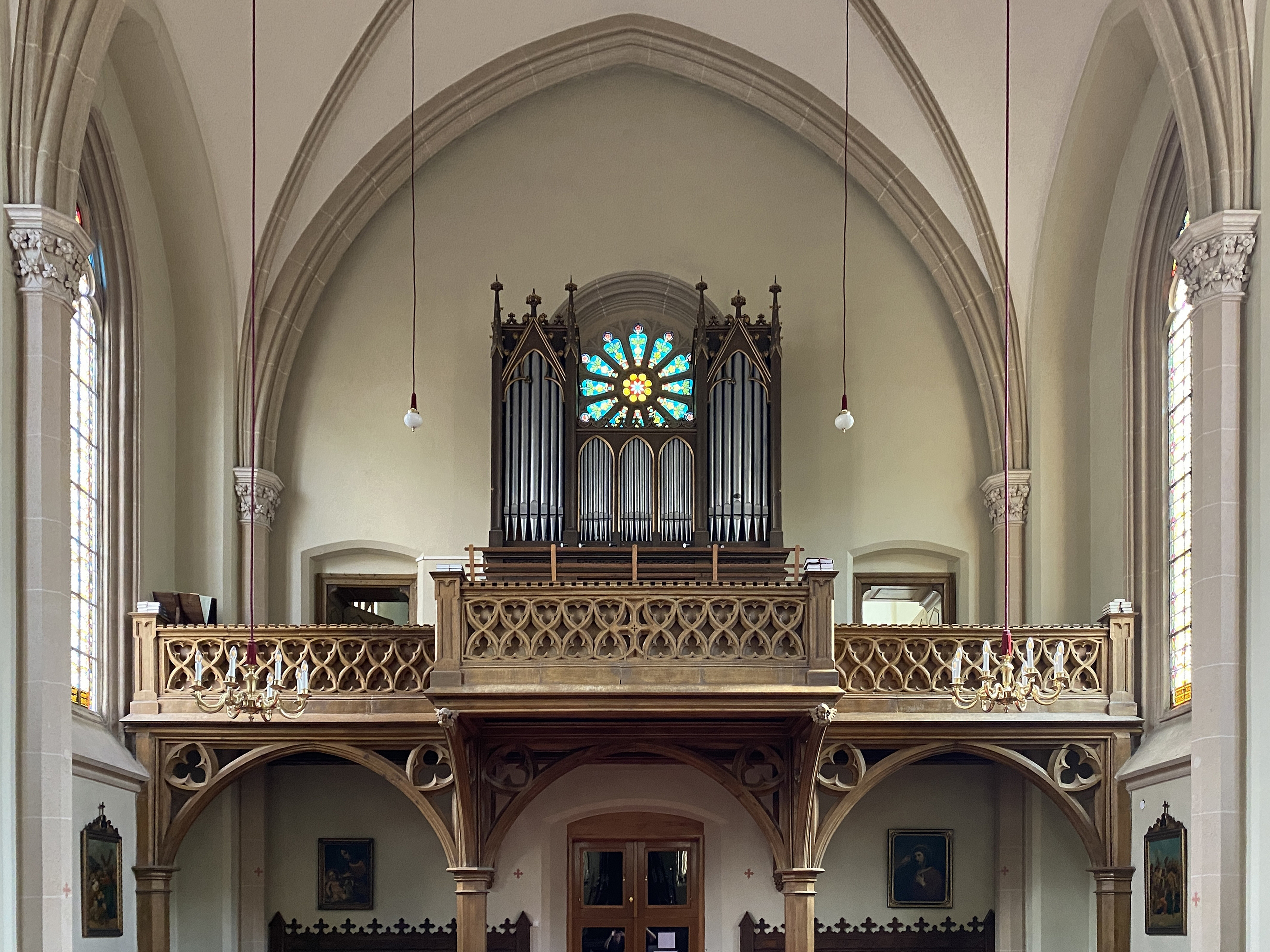
Orgel in der Pfarrkirche Prein an der Rax

Die neogotische Einrichtung aus Holz zeigt sich mit reicher Schnitzerei und mit Maßwerkdekor weitgehend aus der Bauzeit. Die Altäre und die Kanzel entstanden nach Entwürfen von Architekt Josef Fiedler und wurden von Joseph Angeler ausgeführt.
Der Hochaltar als Nischenretabel mit dem Relief Bekehrung Pauli und trägt seitlich die Statuen Johannes Nepomuk und Josef, im Gesprenge eine Marienstatuette, in der Predella die Statuetten Aloysius, Rochus, Franz de Paula, Johannes der Täufer. Der Seitenaltar aus 1870 ist ein Nischenretabel mit dem Relief Antonius Eremit und trägt die Statue Herz Mariä um 1900 restauriert 1935 von Emerich Hagauer.
Die polygonale Ständerkanzel aus 1867 trägt auf dem Schalldeckel die Statuette Christus als Guter Hirte.
Es gibt eine Pietà aus dem dritten Viertel des 18. Jahrhunderts. Die Skulpturen Herz Jesu und Antonius von Padua entstanden um 1900. Das Kruzifix ist aus der Mitte des 18. Jahrhunderts.
Der Kreuzweg entstand nach Josef Führich.
Die Orgel in einem neogotischen Gehäuse schuf Albert Mauracher (1892).